# Грастон (Міннесота)
Грастон (англ. Grasston) — місто (англ. city) в США, в окрузі Канабек штату Міннесота. Населення — 154 особи (2020).

## Географія
Грастон розташований за координатами 45°47′52″ пн. ш. 93°9′18″ зх. д. / 45.79778° пн. ш. 93.15500° зх. д. (45.797774, -93.154979).  За даними Бюро перепису населення США в 2010 році місто мало площу 2,45 км², з яких 2,35 км² — суходіл та 0,10 км² — водойми.

## Демографія
Згідно з переписом 2010 року, у місті мешкало 158 осіб у 53 домогосподарствах у складі 41 родини. Густота населення становила 65 осіб/км².  Було 63 помешкання (26/км²).
Расовий склад населення:
| - 98,1 % — білих - 0,6 % — чорних або афроамериканців |

До двох чи більше рас належало 0,6 %. Частка іспаномовних становила 1,3 % від усіх жителів.
За віковим діапазоном населення розподілялося таким чином: 29,1 % — особи молодші 18 років, 59,5 % — особи у віці 18—64 років, 11,4 % — особи у віці 65 років та старші. Медіана віку мешканця становила 34,0 року. На 100 осіб жіночої статі у місті припадало 105,2 чоловіків;  на 100 жінок у віці від 18 років та старших — 100,0 чоловіків також старших 18 років.
Середній дохід на одне домашнє господарство  становив 55 557 доларів США (медіана — 47 321), а середній дохід на одну сім'ю — 53 744 долари (медіана — 47 143). За межею бідності перебувало 9,5 % осіб, у тому числі 3,8 % дітей у віці до 18 років та 14,8 % осіб у віці 65 років та старших.
Цивільне працевлаштоване населення становило 82 особи. Основні галузі зайнятості: роздрібна торгівля — 24,4 %, виробництво — 18,3 %, публічна адміністрація — 15,9 %, освіта, охорона здоров'я та соціальна допомога — 14,6 %.